# Jiří Klimíček
Jiří Klimíček (* 30. listopadu 1992, Ostrava) je český profesionální lední hokejista.

## Kariéra
Narodil se v roce 1992 v Ostravě v Moravskoslezském kraji. Oba jeho rodiče jsou z česko-slovenských rodin. Od roku 2006 hrál v juniorském týmu hokejového klubu HC RT Torax Poruba. V letech od 2008 až 2012 byl členem juniorského týmu výběrů U18 a U20 v klubu HC Vítkovice Steel (obecně HC Vítkovice Ridera). V sezoně 2009/10 byl v reprezentačním týmu ČR hráčů do 18 let. V roce 2010 účast na mistrovství světa Minsk. V sezóně 2012–2013 hrál v klubu HC Energie Karlovy Vary (junioři) – Mládežnická hokejová liga (MHL) a v letech 2013 až 2014 v HC AZ Havířov 2010.
V letech 2009–2014 byl studentem Sportovního gymnázia Dany a Emila Zátopkových v Ostravě.
V sezóně 2014/15 hrál jako obránce v klubu Orli Znojmo, který patří od června 2011 do nejvyšší rakouské hokejové ligy Erste Bank Eishockey Liga (EBEL). Od roce 2015 až 2017 hrál v klubu Dauphins d'Épinal, který hraje nejvyšší národní soutěž Ligue Magnus ve Francii. V současné době je hráčem italského hokejového klubu SHC Fassa v Canazei, který patří do nejvyšší hokejové ligy Lega Italiana Hockey Ghiaccio v Itálii. Pro sezonu 2018-2019 se na roční spolupráci dohodl s Chamonix. V sezoně 2019-2020 měl hrát za HC Lyon, klub zkrachoval a spadl do 3.divize, takže nakonec získal smlouvu v Briançonu. V další sezóně zakotvil v Polsku a s týmem JKH GKS Jastrzebie vyhráli vše co se vyhrát dalo (3 poháry). Poslední sezónu 2021-2022 se vrátil do Česka do LHK Jestřábi Prostějov, kde nasbíral 33 kanadských bodů, umístil se v kanadském bodování obránců na 2. místě.